# 1. razred NP Vinkovci 1958./59.
Prvi razred Nogometnog podsaveza Vinkovci je predstavljalo drugi stupanj natjecanja u podsavezu. Prvak lige bi bio promoviran u Podsaveznu nogometnu ligu, dok bi posljednjeplasirani klubovi ispali u Drugi razred. U slučaju da prvak Podsavezne lige izbori plasman u viši rang (Slavonsku nogometnu zonu) i drugoplasirani tim bi bio promoviran u Podsaveznu ligu. Sezona 1958./59. je bila posljednja u ovom formatu, nakon koje su Prvi i drugi razred objedinjeni u Grupno prvenstvo NP Vinkovci.
U podsaveznu ligu se plasirao samo prvak NK Fruškogorac Ilok, dok iz lige nijedan klub nije ispao, jer je došlo do objedinjavanja 1. i 2. razreda u Grupno prvenstvo NP Vinkovci, koje postaje najniži stupanj natjecanja.

## Tablica
| Mj. | Klub                         | Sus. | Pobj. | Ner. | Por. | GR.   | Bod. |
| --- | ---------------------------- | ---- | ----- | ---- | ---- | ----- | ---- |
| 1.  | NK Fruškogorac Ilok          | 17   | 11    | 1    | 5    | 58:29 | 23   |
| 2.  | NK Sloga Otok                | 17   | 9     | 4    | 4    | 47:24 | 22   |
| 3.  | NK Bršadin                   | 17   | 9     | 2    | 6    | 38:33 | 20   |
| 4.  | NK Sloga Račinovci           | 17   | 8     | 3    | 6    | 40:44 | 19   |
| 5.  | NK Posavac Posavski Podgajci | 17   | 8     | 2    | 7    | 51:33 | 18   |
| 6.  | NK Borac Bobota              | 17   | 8     | 1    | 8    | 39:43 | 17   |
| 7.  | NK Sremac Markušica          | 17   | 6     | 3    | 8    | 27:36 | 15   |
| 8.  | NK Tomislav Cerna            | 17   | 5     | 3    | 9    | 24:48 | 13   |
| 9.  | NK Sremac Ilača              | 9 ↓1 | 4     | 1    | 4    | 20:26 | 9    |
| 10. | NK Lovor Nijemci             | 17   | 2     | 2    | 13   | 23.51 | 6    |